# Морозова Тетяна Миколаївна
Тетяна Миколаївна Морозова (Колесникова) (рос. Татьяна Николаевна Морозова (Колесникова); нар. 23 липня 1993, слобода Красюковська, Октябрський район, Ростовська область) — російська борчиня вільного стилю, бронзова призерка чемпіонату Європи. Майстер спорту з вільної боротьби.

## Життєпис
Боротьбою почала займатися з 2007 року. У 2013 році стала срібною призеркою чемпіонату світу серед юніорів. Того ж року здобула бронзову медаль чемпіонату Європи серед юніорів. У 2015 та 2016 роках ставала бронзовою призеркою чемпіонату Європи серед молоді.
Виступає за спортивний клуб Міністерства освіти і науки, Ростовська область. Тренери — Маїрбек Цкаєв (з 2012), Володимир Курденков.
Срібний (2013 — до 75; 2015 року, 2016 — до 69 кг) і бронзовий (2014 року — до 69 кг) призер чемпіонатів Росії.
У збірній команді Росії з 2013 року.

## Спортивні результати на міжнародних змаганнях

### Виступи на Чемпіонатах світу
| Змагання                        | Збірна | Вагова категорія          | Місце |
| ------------------------------- | ------ | ------------------------- | ----- |
| Чемпіонат світу з боротьби 2018 | Росія  | жіноча боротьба, до 72 кг | 9     |

### Виступи на Чемпіонатах Європи
| Змагання                         | Збірна | Вагова категорія          | Місце  |
| -------------------------------- | ------ | ------------------------- | ------ |
| Чемпіонат Європи з боротьби 2016 | Росія  | жіноча боротьба, до 69 кг | 10     |
| Чемпіонат Європи з боротьби 2019 | Росія  | жіноча боротьба, до 72 кг | Бронза |

### Виступи на інших змаганнях
| Змагання                                     | Збірна | Вагова категорія          | Місце  |
| -------------------------------------------- | ------ | ------------------------- | ------ |
| Henri Deglane Challenge 2011                 | Росія  | жіноча боротьба, до 72 кг | Золото |
| Київський Міжнародний турнір з боротьби 2012 | Росія  | жіноча боротьба, до 72 кг | 11     |
| Гран-прі «Іван Яригін» 2013                  | Росія  | жіноча боротьба, до 72 кг | 11     |
| Київський Міжнародний турнір з боротьби 2013 | Росія  | жіноча боротьба, до 72 кг | 5      |
| Гран-прі Німеччини з боротьби 2013           | Росія  | жіноча боротьба, до 72 кг | Бронза |
| Вогні Москви 2014                            | Росія  | жіноча боротьба, до 75 кг | Золото |
| Кубок Алроси 2015                            | Росія  | жіноча боротьба, до 69 кг | Золото |
| Гран-прі Парижа з боротьби 2016              | Росія  | жіноча боротьба, до 69 кг | Бронза |
| Турнір Олександра Медведя 2016               | Росія  | жіноча боротьба, до 69 кг | Золото |
| Турнір міста Сассарі 2016                    | Росія  | жіноча боротьба, до 69 кг | 10     |
| Чемпіонат Росії з боротьби 2016              | Росія  | жіноча боротьба, до 69 кг | Срібло |
| Гран-прі «Іван Яригін» 2018                  | Росія  | жіноча боротьба, до 72 кг | 5      |
| Klippan Lady Open 2018                       | Росія  | жіноча боротьба, до 72 кг | Срібло |
| Відкритий чемпіонат Монголії з боротьби 2018 | Росія  | жіноча боротьба, до 72 кг | Золото |
| Кубок Канади з боротьби 2018                 | Росія  | жіноча боротьба, до 72 кг | Срібло |
| Чемпіонат Росії з боротьби 2018              | Росія  | жіноча боротьба, до 72 кг | Золото |
| Турнір Олександра Медведя 2018               | Росія  | жіноча боротьба, до 72 кг | Срібло |
| Гран-прі «Іван Яригін» 2019                  | Росія  | жіноча боротьба, до 72 кг | 5      |
| Klippan Lady Open 2019                       | Росія  | жіноча боротьба, до 72 кг | Бронза |
| Чемпіонат Росії з боротьби 2019              | Росія  | жіноча боротьба, до 72 кг | Золото |
| Турнір міста Сассарі з боротьби 2019         | Росія  | жіноча боротьба, до 72 кг | Бронза |
| Гран-прі «Іван Яригін» 2020                  | Росія  | жіноча боротьба, до 68 кг | 7      |

### Виступи на змаганнях молодших вікових груп
| Змагання                                       | Збірна | Вагова категорія          | Місце  |
| ---------------------------------------------- | ------ | ------------------------- | ------ |
| Чемпіонат Європи з боротьби серед юніорів 2012 | Росія  | жіноча боротьба, до 72 кг | 7      |
| Чемпіонат Європи з боротьби серед юніорів 2013 | Росія  | жіноча боротьба, до 72 кг | Бронза |
| Чемпіонат світу з боротьби серед юніорів 2013  | Росія  | жіноча боротьба, до 72 кг | Срібло |
| Чемпіонат Європи з боротьби серед молоді 2015  | Росія  | жіноча боротьба, до 69 кг | Бронза |
| Чемпіонат Європи з боротьби серед молоді 2016  | Росія  | жіноча боротьба, до 69 кг | Бронза |